# Sossais
Sossais település Franciaországban, Vienne megyében. Lakosainak száma 414 fő (2022. január 1.). Sossais Orches, Saint-Christophe, Saint-Genest-d’Ambière, Saint-Gervais-les-Trois-Clochers, Sérigny és Thuré községekkel határos.

## Népesség
A település népessége az elmúlt években az alábbi módon változott:
| Lakosok száma | 465  | 446  | 445  | 438  | 433  | 428  | 423  | 416  | 414  |
|               | 2013 | 2015 | 2016 | 2017 | 2018 | 2019 | 2020 | 2021 | 2022 |